# Хапи
Хапи е египетски бог на плодородието и нилските наводнения.
| H | a · p · y |

| N36 |

| H | a · p · y |

| N36 |

От него зависели приижданията на река Нил. Живее в пещери край водопадите на Нил и наблюдава годишните разливи в долината на реката. Съпровождан е от богове-крокодили и богини-жаби.
Не са известни светилища на Хапи. Изобразяват го антропоморфно с издут корем, увиснали гърди и с корона от водни растения. Повечето египтяни са го рисували в син цвят заради цветът на река Нил.